# Grande Madonna Cowper
La Grande Madonna Cowper (o Madonna Niccolini) è un dipinto a olio su tavola (68x46 cm) di Raffaello Sanzio, databile al 1508 e conservato nella National Gallery of Art di Washington. L'opera è firmata e datata "MDVIII / R.[afael] V.[rbinas] Pin.[xit]". Non tutti ritengono la firma autografa, ma l'assegnazione del dipinto alla mano del Sanzio è indiscussa.

## Storia
L'opera era nelle raccolte della famiglia Niccolini a Firenze, quando nel 1782 il pittore Johann Zoffany la acquistò, raffigurandola, tra l'altro, nel celebre dipinto sulla Tribuna degli Uffizi. Fu lui a venderla, nel 1785, alla collezione Cowper, di cui faceva parte un'altra Madonna di Raffaello, la Piccola Madonna Cowper, anch'essa oggi conservata alla National Gallery of Art di Washington. Nel 1937 venne acquistata da Mellon, le cui raccolte formarono il nucleo originario della collezione del nascente museo statunitense.

## Descrizione e stile
L'opera ritrae la Madonna a mezza figura col Bambino in grembo, sullo sfondo di un paesaggio. Il taglio stretto dell'inquadratura dà una notevole monumentalità alle figure, rendendole assolute protagoniste dell'immagine. Il tono è intimo, e connette il fisico e la psicologia dei protagonisti, in un insieme di raro equilibrio. Il Bambino è quello che spicca maggiormente, imponente e giocoso, con una posa estremamente sciolta e naturale, mentre afferra il corpetto della madre, come se volesse allattarsi, volgendo lo sguardo sorridente allo spettatore. Le sue gambe sono divaricate e si poggia su un cuscino. La sua figura rimanda ai tondi michelangioleschi, come il Tondo Pitti.
La superficie pittorica presenta alcuni guasti, come il cielo che originariamente era solcato da alcuni nimbi.